# Josef van Ess
Josef van Ess (Aquisgrana, 18 aprile 1934 – Tubinga, 21 novembre 2021) è stato un islamista tedesco. 
Fino al suo pensionamento come Professore Emerito nel 1999, ha insegnato nell'Università di Tubinga (Eberhard-Karls-Universität Tübingen).

## Biografia
Nel 1959, van Ess ha ricevuto il suo dottorato a Bonn con una tesi sul misticismo islamico. La sua abilitazione avvenne nel 1964 a Francoforte, con una tesi sulla teoria della conoscenza nella "Scolastica" islamica.
È stato visiting professor nella Università della California a Los Angeles (1967) e nell'Università americana di Beirut (1967/1968).
 
Nel 1968 succedette a Rudi Paret come professore ordinario nel Seminario di Orientalistica dell'Università di Tübingen come titolare dell'insegnamento di "Islamistica e Semitistica".
Tra le sue opere più importanti figurano i sei volumi sulla teologia islamica e la società nel II e III secolo dell'Egira, con speciale e apporofondita attenzione rivolta al movimento teologico della Mutazila.

## Opere scelte
- Die Erkenntnislehre des 'Adudaddin al-Ici: Übersetzung und Kommentar des ersten Buches seiner Mawaqif, Steiner, Wiesbaden 1966.
- Traditionistische Polemik gegen ʿAmr Ibn ʿUbaid: Zu einem Text des ʿAlī Ibn ʿUmar ad-Dāraquṭnī, Steiner, Beirut/Wiesbaden 1967.
- Frühe muʿtazilitische Häresiographie: Zwei Werke des Nāšiʾ al-Akbar (gest. 293 H.), Orient Institut, Beirut 1971.
- Das Kitāb an-Nakṯ des Naẓẓām und seine Rezeption im Kitāb al-Futyā des Ǧāḥiẓ: Eine Sammlung der Fragmente, Vandenhoeck und Ruprecht, Göttingen 1972.
- Zwischen Hadith und Theologie: Studien zum Entstehen prädestinatianischer Überlieferung, De Gruyter, Berlino 1975.
- Anfänge muslimischer Theologie: Zwei antiquadaritische Traktate aus dem ersten Jahrhundert der Hiǧra, Orient-Institut, Beirut 1977.
- Chiliastische Erwartungen und die Versuchung der Göttlichkeit: Der Kalif al-Ḥākim (386-411 H.), Winter, Heidelberg 1977.
- Der Ṭailasān des Ibn Ḥarb: „Mantelgedichte“ in arabischer Sprache, Winter, Heidelberg 1979.
- Ungenützte Texte zur Karramiya: Eine Materialsammlung, Winter, Heidelberg 1980.
- Der Wesir und seine Gelehrten: Zu Inhalt und Entstehungsgeschichte der theologischen Schriften des Rašīduddīn Fażlullāh (gest. 718/1318), Steiner, Wiesbaden 1981.
- Theologie und Gesellschaft im 2. und 3. Jahrhundert Hidschra: Eine Geschichte des religiösen Denkens im frühen Islam, 6 voll. De Gruyter, Berlino 1991–1997.
  - Vol. 1: 1991
  - Vol.: 1992
  - Vol.: 1992
  - Vol.: 1997 (con Indice dei voll. 1–4)
  - Vol.: 1993 (Testi I–XXI)
  - Vol.: 1995 (Testi XXII–XXXV)
- Der Fehltritt des Gelehrten: Die „Pest von Emmaus“ und ihre theologischen Nachspiele, Winter, Heidelberg 2001
- Der Eine und das Andere: Beobachtungen an islamischen häresiographischen Texten, 2 voll. De Gruyter, Berlin/New York 2011